# فیننتروپ
فیننتروپ (به آلمانی: Finnentrop) یک شهر در آلمان است که در Olpe واقع شده‌است. فیننتروپ ۱۷٬۴۴۶ نفر جمعیت دارد.

## خواهرخوانده
شهرهای دیکسمویید و Helbra خواهرخوانده‌های فیننتروپ هستند.